# Cour pénale spéciale de la République centrafricaine
Cour pénale spéciale de la République centrafricaine ist ein Strafgericht in Bangui, Zentralafrika, zuständig für Menschenrechtsverletzungen und Genozid. Dem Gericht stehen neben zentralafrikanischen Richtern auch internationale Richter bei.
Entstanden ist der Cour pénale spéciale 2015 mit dem loi no 15.003 (deutsch: Gesetz Nummer 15.003). Das Gesetz sieht vor, dass der Cour pénale spécialte nur Fälle behandeln darf, welche nach dem 1. Januar 2003 im Code Pénal Centrafricain vorkommen oder in den Internationalen Verträgen, welche Zentrafrikia ratifiziert hat.
Das Gericht hat laut dem Gesetz vier Abteilungen:
- chambre instruction (Kammer für Beweisaufnahme) mit drei Büros, welche je zwei Richter haben, einen nationalen und internationalen Richter
- chambre d'accusation speciale (Kammer für spezielle Anschuldigungen) mit drei Richtern, zwei internationale und ein nationaler Richter
- chambre d'assises (Kammer für das Schwurgericht), mit sechs Richtern, drei nationale Richter inklusive des Präsidenten und drei internationale Richter
- chambre d'Appel (Berufungskammer), mit drei Richtern, einem nationalen Richter als Präsident und zwei internationale Richter

Daneben hat das Gericht noch eine Gerichtsschreiberei. Eine spezielle Staatsanwaltschaft, die Parquette du Procurer Spéciale, repräsentiert die Anklage.

## Mitglieder
- Präsident des Gerichts: Michel Landry Louanga[1]
- Koffi Kumelio A. Afanđe Richter an der chambre spécial d'accusation aus Togo[2]
- Elena Catenazzi, Ermittlungsrichterin aus der Schweiz[3]
- Adelaide Dembele, Ermittlungsrichterin aus Burkina Faso[4]
- Stefan Waespi, Ermittlungsrichter aus der Schweiz[5]
- Michel Ngokopu, Ermittlungsrichter aus Zentralafrika[6]
- Patience Gurengbo, Ermittlungsrichter aus Zentralafrika[7]
- Abel Daouda, Ermittlungsrichter aus Zentralafrika[8]
- Emile Ndjapou Richter an der Chamber d'Assises aus Zentralafrika[9]
- Aimé Pascal Delimo, Richter an der chambre d'Assises aus Zentralafrika[10]
- Barthelemy Yamba, Richter an der chambre d'appele aus Zentralafrika
- [11] Stefan Schlotter, Richter an der Chambre d'Accusation Spéciale

## Finanzierung
Die Finanzierung des Gerichts läuft über freiwillige Beiträge vor allem von der UNO, den USA und Frankreich. Über fünf Jahre soll der Gerichtshof 37 Millionen US-Dollar benötigen. Jedoch ist die Finanzierung unsicher, da die Gelder bei den Gebern nicht fix gebunden sind.
Am 28. Dezember 2022 wurde das Mandat des Sonderstrafgerichtshofs (SCC) in der Zentralafrikanischen Republik von der Nationalversammlung bei den Vereinten Nationen um fünf Jahre verlängert.